# Czucz István
Czucz István (Tzutz István) (Csépa, 1768. november 19. – Paulis, 1830. február 13.) ügyvéd, költő
1790-ben a nagyváradi jogakadémia hallgatója volt, majd 1803-tól Arad megye táblabírája lett.

## Munkái
- Magyar öröm, melyet t. n. Bihar vármegyének érdemes rendjei mutattak, szentséges apostoli koronánknak szerencsés hazajövetelén. H. n., (1790. Költemény.)
- A nemes Heves-vármegye Korona-örző seregének második Budára való jövetele. Buda, 1790. (Költemény.)